# China Eastern Airlines
China Eastern Airlines är ett kinesiskt flygbolag. Flygbolaget grundades den 25 juni 1988 och år 1997 tog China Eastern Airlines över det olönsamma flygbolaget China General Aviation. Kinesiska staten äger 61,64% av aktierna medan H share äger 32,19% och A shares äger 6,17%. China Eastern Airlines är med i Skyteam.

## Flygflotta

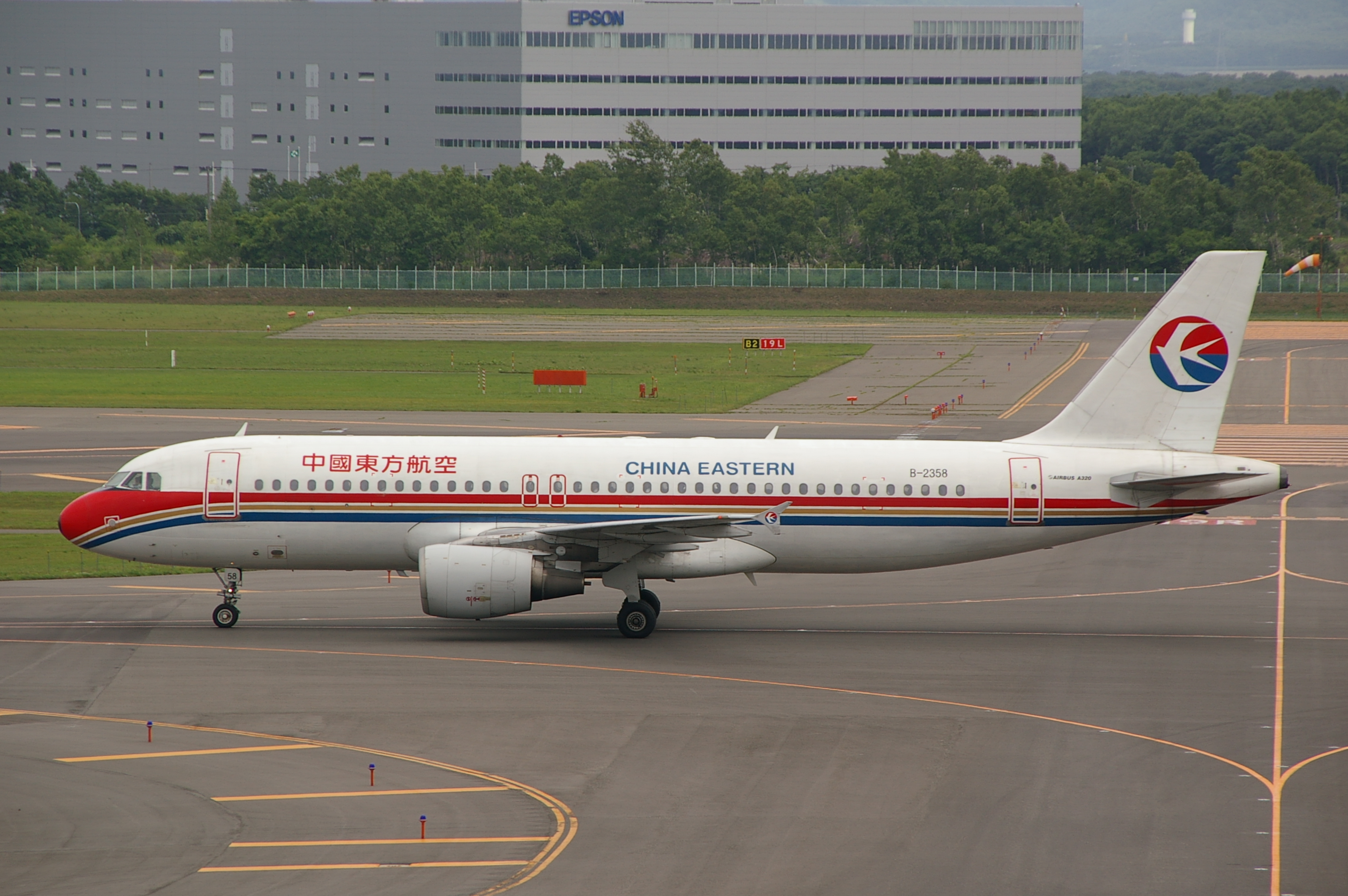
En China Eastern Airlines A320-200.

Dessa flygplan fanns med i China Eastern Airlines flotta i Augusti 2024.
| Flygplanstyp     | Total | Framtida |
| ---------------- | ----- | -------- |
| Airbus A319-100  | 34    |          |
| Airbus A320-200  | 156   |          |
| Airbus A320neo   | 107   | 3        |
| Airbus A321-200  | 77    |          |
| Airbus A321neo   |       | 3        |
| Airbus A330-200  | 30    |          |
| Airbus A330-300  | 26    |          |
| Airbus A350-900  | 20    |          |
| Boeing 737-700   | 36    | 4        |
| Boeing 737-800   | 102   |          |
| Boeing 737 MAX 8 | 3     | 1        |
| Boeing 777-300ER | 20    |          |
| Boeing 787-9     | 3     | 2        |
| COMAC C919       | 7     | 4        |
| Total            | 621   | 17       |

## Destinationer

### Kina
- Folkrepubliken Kina
  - Anhui
    - Hefei - Hefei Luogang International Airport
    -  Huangshan - Huangshan Tunxi International Airport

  - Chongqing
    - Chongqing - Chongqing Jiangbei International Airport

  - Fujian
    - Fuzhou - Fuzhou Changle International Airport
    - Wuyishan - Wuyishans flygplats
    - Xiamen - Xiamen Gaoqi International Airport

  - Gansu
    - Dunhuang - Dunhuang flygplats
    - Jiayuguan - Jiayuguan flygplats
    - Lanzhou - Lanzhou flygplats

  - Guangdong
    - Guangzhou - Guangzhou Baiyun International Airport
    - Shantou - Shantou Waisha flygplats
    - Shenzhen - Shenzhen Bao'an International Airport
    - Zhuhai - Zhuhai International Airport

  - Guangxi
    - Beihai - Beihai flygplats
    - Guilin - Guilin Liangjiang International Airport
    - Liuzhou - Liuzhou flygplats
    - Nanning - Nanning Wuxu International Airport

  - Guizhou
    - Guiyang - Guiyang Longdongbao flygplats

  - Hainan
    - Haikou - Haikou Meilan International Airport
    - Sanya - Sanya Phoenix International Airport

  - Hebei
    - Shijiazhuang - Shijiazhuang Zhengding International Airport

  - Heilongjiang
    - Harbin - Harbin Taiping International Airport

  - Henan
    - Luoyang - Luoyang Beijiao flygplats
    - Zhengzhou - Zhengzhou Xinzheng International Airport

  - Hubei
    - Enshi - Enshi Xujiaping Airport
    - Wuhan - Wuhan Tianhe International Airport
    - Yichang - Yichang flygplats

  - Hunan
    - Changsha - Changsha Huanghua International Airport
    - Zhangjiajie - Zhangjiajie Hehua flygplats

  - Inre Mongoliet
    - Baotou - Baotou flygplats
    - Chifeng - Chifeng Yulong flygplats
    - Hohhot - Hohhot Baita International Airport
    - Ordos - Ordos Ejin Horo flygplats
    - Wuhai - Wuhai flygplats

  - Jiangsu
    - Changzhou - Changzhou Benniu flygplats
    - Huai'an - Huai'an Lianshui flygplats
    - Lianyungang - Lianyungang flygplats
    - Nanjing - Nanjing Lukou International Airport
    - Nantong - Nantong Xingdong flygplats
    - Wuxi - Sunan Shuofang International Airport
    - Xuzhou - Xuzhou Guanyin flygplats
    - Nanyang - Nanyang flygplats

  - Jiangxi
    - Ganzhou - Ganzhou Huangjin flygplats
    - Nanchang - Nanchang Changbei International Airport

  - Liaoning
    - D

alian - Dalian Zhoushuizi International Airport
- -     - Shenyang - Shenyang Taoxian International Airport

  - Ningxia
    - Yinchuan - Yinchuan Hedong flygplats

  - Peking
    - Peking - Pekings internationella flygplats
    - Peking - Peking Daxing Internationella Flygplats hubb

  - Qinghai
    - Xining - Xining Caojiabao flygplats
    - Golmud - Golmud flygplats

  - Shandong
    - Jinan - Jinan Yaoqiang International Airport
    - Qingdao - Qingdao Liuting International Airport
    - Yantai - Yantai Laishan International Airport

  - Shanghai
    - Shanghai Hongqiao International Airport hubb
    - Shanghai Pudong International Airport hubb

  - Shaanxi
    - Xi'an - Xi'an Xianyang International Airport hubb

  - Shanxi
    - Datong - Datong Beijiazao flygplats
    - Taiyuan - Taiyuan Wusu International Airport
    - Yuncheng - Yuncheng Guangong flygplats

  - Sichuan
    - Chengdu - Chengdu Shuangliu International Airport
    - Kangding - Kangding flygplats
    - Luzhou - Luzhou Lantian flygplats
    - Songpan - Jiuzhai Huanglong flygplats
    - Yibin - Yibin flygplats

  - Tianjin
    - Tianjin - Tianjin Binhai International Airport

  - Tibet
    - Lhasa - Lhasa Gonggar flygplats

  - Xinjiang
    - Hotan - Hotan flygplats
    - Kashgar - Kaschgar flygplats
    - Ürümqi - Ürümqi Diwopu International Airport
    - Yining - Yining flygplats

  - Yunnan
    - Baoshan - Baoshan Airport
    - Dali - Dali flygplats
    - Jinghong - Xishuangbanna Gasa flygplats
    - Kunming - Kunming Changshui International Airport hubb
    - Lijiang - Lijiang Airport
    - Lincang - Lincang flygplats
    - Mang City - Dehong Mangshi flygplats
    - Pu'er - Pu'er Simao flygplats
    - Shangri-La - Dêqên Shangri-La Airport
    - Tengchong - Tengchong Tuofeng flygplats
    - Wenshan - Wenshan Puzhehei Airport
    - Zhaotong - Zhaotong flygplats

  - Zhejiang
    - Hangzhou - Hangzhou Xiaoshan International Airport
    - Ningbo - Ningbo Lishe International Airport
    - Taizhou - Taizhou Luqiao Airport
    - Wenzhou - Wenzhou Yongqiang International Airport
    - Zhoushan - Zhoushan Putuoshan flygplats

  - Hongkong
    - Hongkong - Hongkongs internationella flygplats

### Östasien
- Japan
  - Fukuoka - Fukuoka Airport
  - Fukushima - Fukushima Airport
  - Hiroshima - Hiroshima flygplats
  - Kagoshima - Kagoshima flygplats
  - Komatsu - Komatsu flygplats
  - Matsuyama - Matsuyama flygplats
  - Nagasaki - Nagasaki Airport
  - Nagoya - Chubu Centrair International Airport
  - Niigata - Niigata Airport
  - Okayama - Okayama flygplats
  - Okinawa - Naha Airport
  - Osaka - Kansais internationella flygplats
  - Sapporo - Nya Chitose-flygplatsen
  - Shizuoka - Shizuoka Airport
  - Tokyo
    - Haneda internaitonella flygplats
    - Naritas internationella flygplats
- Sydkorea
  - Busan - Gimhae International Airport
  - Cheongju - Cheongju flygplats
  - Daegu - Daegu flygplats
  - Jeju - Jeju International Airport
  - Seoul
    - Gimpo Airport
    - Incheons internationella flygplats
- Taiwan
  - Taipei
    - Taipei Songshan Airport
    - Taiwan Taoyuan International Airport

### Sydasien
- Bangladesh
  - Dhaka - Shahjalal International Airport
- Indien
  - Delhi - Indira Gandhis internationella flygplats
  - Kolkata - Netaji Subhash Chandra Bose International Airport
- Maldiverna
  - Man - Malés internationella flygplats
- Nepal
  - Kathmandu - Tribhuvan International Airport
- Sri Lanka
  - Colombo - Bandaranaike International Airport

### Sydostasien
- Burma (Myanmar)
  - Mandalay - Mandalay International Airport
  - Rangoon - Rangoons internationella flygplats
- Kambodja
  - Siem Reap - Siem Reap International Airport
- Indonesien
  - Bali - Ngurah Rai International Airport
- Laos
  - Vientiane - Wattay International Airport
- Malaysia
  - Kuala Lumpur - Kuala Lumpurs internationella flygplats
- Thailand
  - Bangkok - Bangkok-Suvarnabhumis flygplats
  - Chiang Mai - Chiang Mai International Airport
  -  Phuket - Phuket International Airport
- Singapore
  - Singapore Changi Airport
- Vietnam
  - Da Nang - Da Nang International Airport charter
  - Hanoi - Noi Bai International Airport
  - Ho Chi Minh-staden - Tan Son Nhat International Airport

### Sydvästasien
- Förenade Arabemiraten
  - Dubai - Dubai International Airport

## Europa
- Frankrike
  - Paris - Paris-Charles de Gaulle flygplats
- Tyskland
  - Frankfurt - Frankfurt Mains flygplats
  - Hamburg - Hamburg
- Italien
  - Rom - Rom-Fiumicinos flygplats
- Ryssland
  - Moskva - Sjeremetevos internationella flygplats
- Storbritannien
  - London - London-Heathrow flygplats
- Sverige
  - Stockholm - Stockholm-Arlanda flygplats (Tillfälligt pausat)

## Nordamerika
- Kanada
  - Vancouver - Vancouver International Airport
- USA
  - Honolulu - Honolulu International Airport
  - Los Angeles - Los Angeles International Airport
  - New York - John F. Kennedy International Airport

## Oceanien
- Australien
  - Melbourne - Melbourne Airport
  - Sydney - Sydney
- Nordmarianerna
  - Saipan - Saipan International Airport säsong

### Fotnoter
1. ↑  ”China Eastern Airlines Fleet Details and History” (på engelska). Planespotters.net. 19 augusti 2024. https://www.planespotters.net/airline/China-Eastern-Airlines. Läst 20 augusti 2024.